# 玉名温泉
玉名温泉（たまなおんせん）は、熊本県玉名市（旧国肥後国）にある温泉。
古くは立願寺温泉と呼ばれた。
かつては、炭鉱で栄えた福岡県大牟田市から近いことから「三井の奥座敷」として栄えたが、現在は衰退し、温泉旅館もかつての半数以下となっている。

## 泉質
- 弱アルカリ性単純温泉[1]
  - 源泉温度40 - 45℃。
    - ラジウム含有量が多いとされる。美人の湯として知られる[1]。

## 温泉街

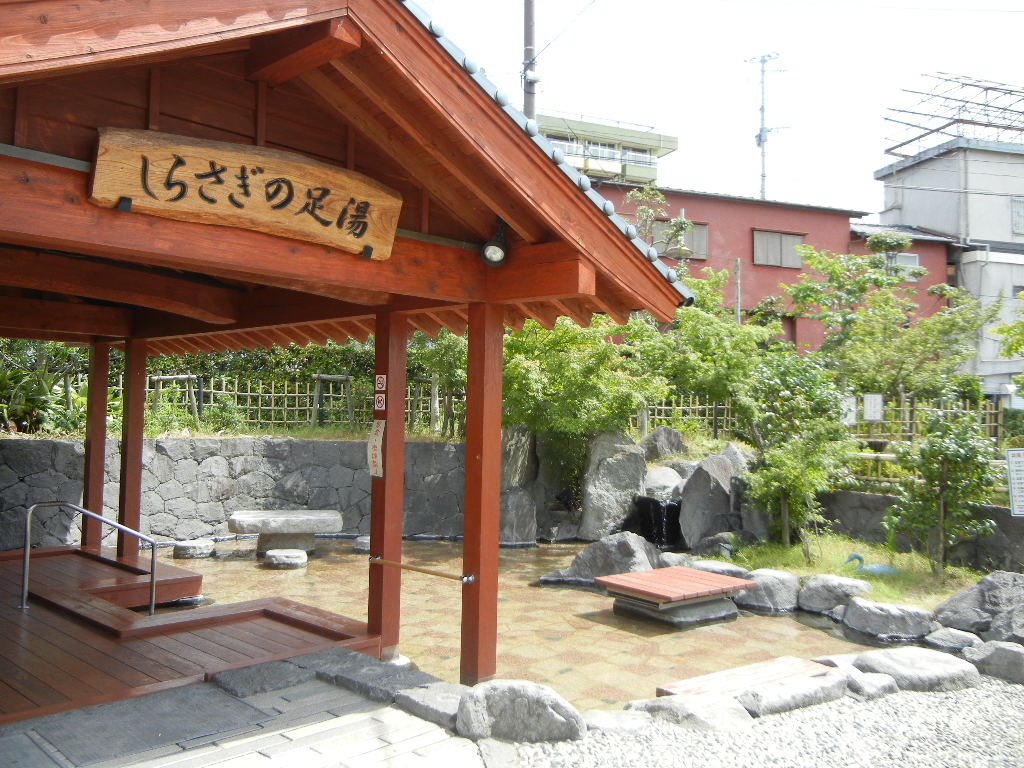
立願寺公園内にある足湯

繁根木川沿いに11軒の旅館・ホテル、5つの日帰り温泉施設が存在する。温泉街では湯巡りチケットを発行している。
市営の公衆浴場は「玉の湯」の1軒のみ存在する。玉の湯は1992年（平成4年）に改築され、日帰り入浴施設にも近い雰囲気となっている。
2004年（平成16年）4月、誰でも無料で利用可能な「しらさぎの足湯」が立願寺公園内にオープンした。

### 玉名温泉旅館
玉名温泉観光旅館組合によれば、以下の11つの旅館が営業中。
- 元湯 ひきの荘 旅荘[4]
- 黄金館[5]
- 司ロイヤルホテル[6]
- 里山リゾート さつき別荘[7]
- 玉名温泉 尚玄山荘[8]
- 玉名温泉 金峰園[9]
- 玉名の湯宿 竹水苑[10]
- 玉名温泉 ホテルしらさぎ[11]
- 玉名ファミリー温泉[12]
- 玉名温泉 山もみじの宿 八芳園[13]
- 玉名温泉 立願寺温泉ホテル[14]

## 伝説
開湯は約1300年前とされ、炭焼きの仕事をしていた疋野小五郎が発見したとする伝説が伝わる。
満月の夜、都の姫君が観音から「肥後の国玉杵名の疋野の里にいる炭焼き小五郎を夫にするように」とお告げを受け、小五郎の家を訪ねる。小五郎は貧しく「米の貯えすらない」と断ると、姫はお金を渡して米を買いに行かせる。途中、白鷺に出会い、お金の意味を知らない小五郎は白鷺にお金を投げつける。怪我をした白鷺が湯煙が上る田んぼに降りると、しばらくして元気に飛び去った。小五郎がこの田んぼを探ると、温泉が湧き出した。
玉名市「疋野長者伝説」
疋野小五郎は温泉地内の神社に祭られている。

## アクセス
鉄道・バス
- JR鹿児島本線 玉名駅より産交バス1玉名市役所前行き、玉名市街地循環バスなどに乗車し「玉名温泉足湯前」又は「玉名温泉玉の湯前」バス停下車
- 九州新幹線 新玉名駅より産交バス看護福祉大学経由玉名駅行き、蛇ヶ谷公園経由玉名駅行きなどに乗車し「玉名温泉北入口」バス停下車
  - 「玉名温泉足湯前」を通る系統もあるが、本数が少ない。

自家用車
- 九州自動車道菊水インターチェンジより10㎞